# 574
El 574 (DLXXIV) fou un any comú començat en dilluns del calendari julià.

## Esdeveniments
- Els llombards es queden sense rei i perden poder.[1]
- Els visigots sotmeten Cantàbria.[2]

## Necrològiques
- Papa Joan III.[3]